# Liste des primats de l'Église orthodoxe monténégrine
Liste des primats de l'Église orthodoxe monténégrine

## Métropolites du Monténégro

### Deuxième période: depuis 1990
- Antonije (31 octobre 1993-24 décembre 1996)
- Mihailo (6 janvier 1997-aujourd'hui)